# Betpouey
Betpouey é uma comuna francesa na região administrativa de Occitânia, no departamento dos Altos Pirenéus. Estende-se por uma área de 16,2 km², Em 2010 a comuna tinha 89 habitantes (densidade: 5,5 hab./km²)..